# Hahnensporn-Weißdorn
Der Hahnensporn-Weißdorn (Crataegus crus-galli), auch Hahnendorn genannt, ist eine Pflanzenart der Weißdorne (Crataegus) innerhalb der Familie der Rosengewächse (Rosaceae).

## Beschreibung
Der Hahnensporn-Weißdorn ist ein sommergrüner Strauch oder kleiner Baum, der Wuchshöhen von 5 bis 7 Metern erreicht. Er ist in allen Pflanzenteilen unbehaart. Die Borke ist grau bis graugrün.
Die Äste sind mit zahlreichen bis zu 6 Zentimeter langen, kräftigen Dornen besetzt. Die 2 bis 5 Zentimeter langen derb-häutigen, später fast ledrigen Laubblätter sind von verkehrt eiförmiger oder spatelförmiger Form. Die Spreitenbasis ist lang am Blattstiel herablaufend. Im Herbst verfärbt sich das Laub orange-rot.
Zwischen Mai und Juni trägt der Hahnendorn etwa 1,5 Zentimeter durchmessende, weiße Blüten. Zumeist tragen die Blüten 10 Staubblätter. In der Fruchtreife bilden sich pro Blüte zumeist zwei rundliche, fleischige und hellrote Apfelfrüchte. Sie durchmessen 10 bis 15 Millimeter und tragen den aufrecht stehenden persistenten Kelch.
Die Chromosomenzahl beträgt 2n = 34, 51 oder 68.

## Verbreitung
Der Hahnensporn-Weißdorn ist ursprünglich in der nemoralen Zone des östlichen Nordamerikas heimisch. Die Art wurde aber durch den Menschen in Mitteleuropa vielerorts angepflanzt und ist zum Teil verwildert.
Er gedeiht in sonnigen bis halbschattigen Lagen auf saueren bis kalkhaltigen, leichten bis schweren Böden.

## Systematik
Neben der Nominatform Crataegus crus-galli var. crus-galli wurde noch die Varietät Crataegus crus-galli var. capillata Sarg. beschrieben.